# Det Kongelige Teater

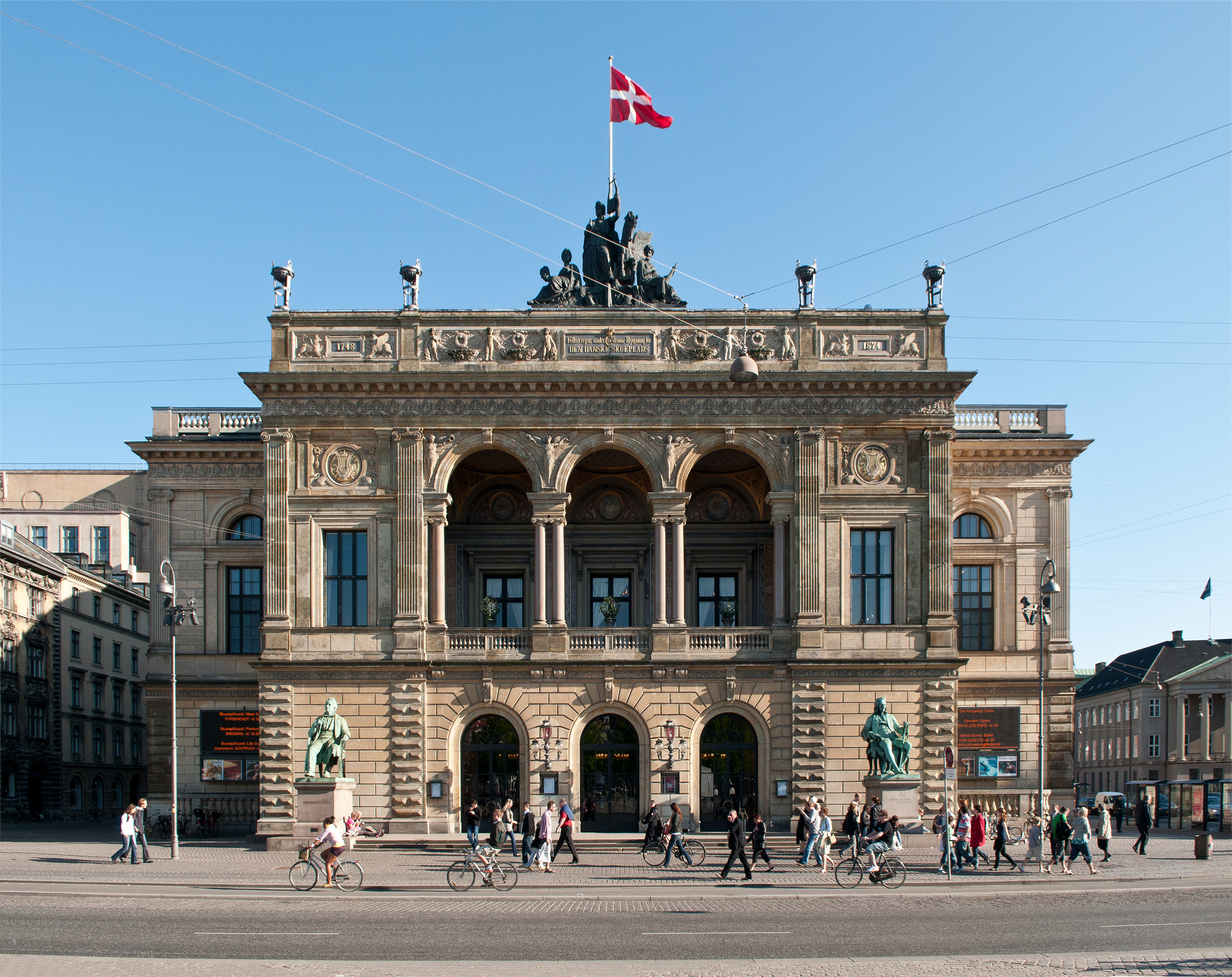
Det Kongelige Teater vid Kongens Nytorv.

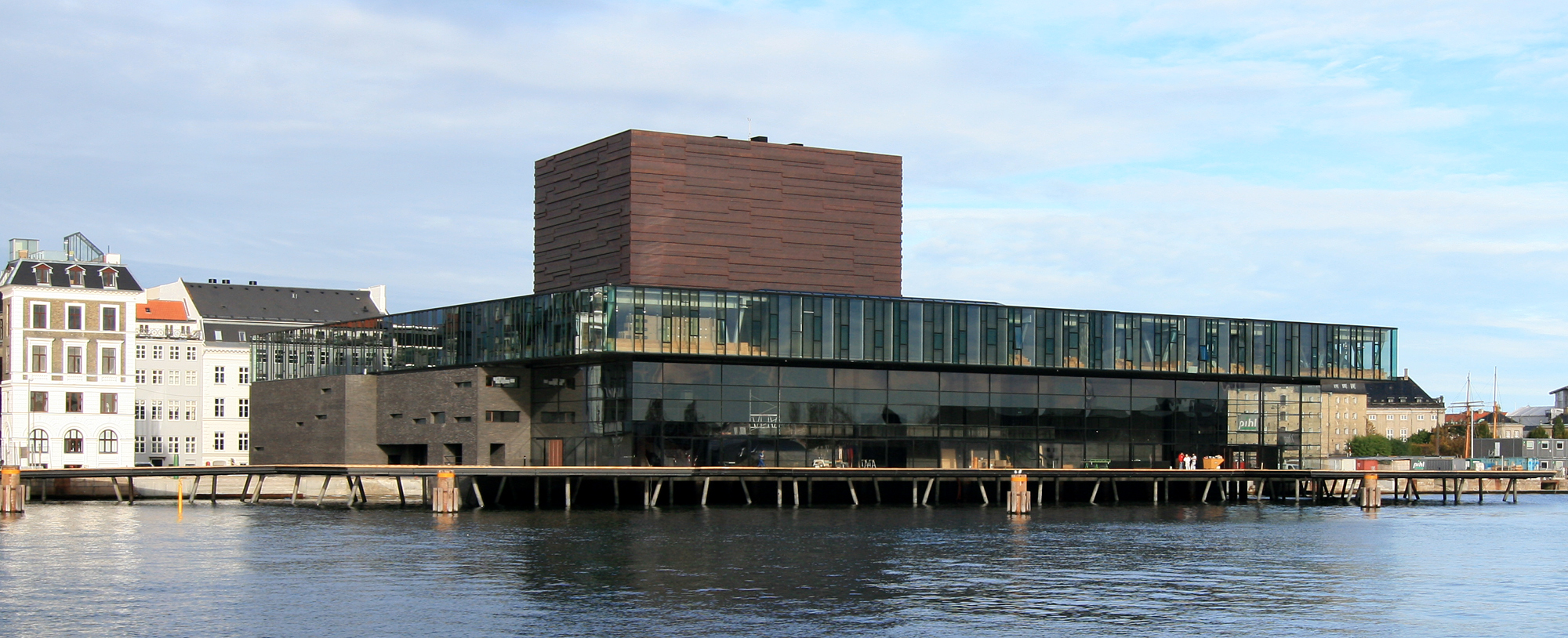
Skuespilhuset på Kvæsthusbroen.

Det Kongelige Teater är den viktigaste teaterscenen i Danmark. Det nuvarande kongelige teater har sedan 1748 legat på Kongens Nytorv i Köpenhamn. Teatern är dansk nationalscen för teater, opera, balett och orkester. Här har Den Kongelige Ballet sin hemmascen. 
Teatern har varit hem för många pionjärhändelser inom dansk scenkonst. En av Danmarks första inhemska balettdansare, Anine Frølich var till exempel verksam här från 1773.
Ursprungligen hette teatern Komediehuset och ritades av den danske hovarkitekten Nicolai Eigtved. 
Teatern rymmer en huvudscen Gamle scene - med plats för närmare 800 åskådare. En kunglig loge finns.
År 1931 byggdes ytterligare en scen – Nye scene, också kallad  Stærekassen – i en intilliggande byggnad. Nya scenen användes mest för teaterändamål.
År 2005 tillkom Operaen på Holmen med två scener. Ytterligare ett nytt hus, Skuespilhuset, invigdes 2008.